# Astrocaryum huicungo
Espèce
Astrocaryum huicungo est une espèce de palmiers à feuilles pennées.